# Вагенгаузен (Тургау)
Вагенгаузен (нім. Wagenhausen TG) — громада  в Швейцарії в кантоні Тургау, округ Фрауенфельд.

## Географія
Вагенгаузен має площу 11,8 км², з яких на 11,3% дозволяється будівництво (житлове та будівництво доріг), 53,6% використовуються в сільськогосподарських цілях, 29% зайнято лісами, 6,1% не є продуктивними (річки, льодовики або гори).

## Демографія
2019 року в громаді мешкало 1713 осіб (+5,4% порівняно з 2010 роком), іноземців було 21,9%. Густота населення становила 145 осіб/км².
За віковим діапазоном населення розподілялося таким чином: 20,3% — особи молодші 20 років, 61,5% — особи у віці 20—64 років, 18,2% — особи у віці 65 років та старші. Було 762 помешкань (у середньому 2,2 особи в помешканні).
Із загальної кількості 381 працюючого 61 був зайнятий в первинному секторі, 132 — в обробній промисловості, 188 — в галузі послуг.